# مايك ديفيتو
مايك ديفيتو (بالإنجليزية: Mike DeVito)‏ هو لاعب كرة قدم أمريكية أمريكي، ولد في 10 يونيو 1984 في نيويورك في الولايات المتحدة.

## وصلات خارجية
- مايك ديفيتو على موقع مرجع كرة القدم المحترفة.كوم (الإنجليزية)